# Loi de Listing
L'œil a trois degrés de liberté (azimut, élévation, torsion). Pourtant, lorsqu'on fixe le regard à un endroit donné, l'orientation de l'œil est toujours la même (loi de Donders). Autrement dit, si on connaît l’azimut et l'élévation, on peut prédire la torsion de l'œil.
En fait, la loi de Listing stipule que la position de l'œil, à la fin d'une saccade, se déduit toujours de sa position initiale par une rotation dont l'axe est toujours contenu dans le même plan (le plan de Listing). Ce plan est orthogonal à la direction du regard, pour une position particulière de l'œil dite « position primaire » (approximativement, le regard droit devant).
Attention : le mouvement effectif de l'œil n'est pas cette simple rotation mais, souvent, plus courbe ; la loi ne décrit correctement que la posture finale de l'œil. Le plan de Listing se déplace légèrement quand on penche la tête.
Cette loi doit son nom au mathématicien et physiologiste allemand Johann Benedict Listing (1808-1882).